# Nyctimene draconilla
Nyctimene draconilla is een vleermuis uit het geslacht Nyctimene die voorkomt op Nieuw-Guinea. De soort is gevonden op vier locaties aan de zuidkant van de Centrale Cordillera. Deze soort is zeer nauw verwant aan Nyctimene albiventer; het is onduidelijk of hij wel een aparte soort is. N. draconilla is naar verluidt kleiner en heeft kleinere snijtanden dan N. albiventer. De kop-romplengte van een mannetje bedroeg 77 mm, de staartlengte 20 mm en de voorarmlengte 48,5 mm. Bij een vrouwtje was de kop-romplengte 74,5 mm, de staartlengte 20,2 mm, de voorarmlengte 50,2 mm, de tibialengte 20,1 mm, de oorlengte 12,4 mm en het gewicht 29 g.